# Stictotarsus spenceri
Stictotarsus spenceri är en skalbaggsart som först beskrevs av John Henry Leech 1945.  Stictotarsus spenceri ingår i släktet Stictotarsus och familjen dykare. Inga underarter finns listade i Catalogue of Life.